# Sabata
Sabata é um personagem fictício dos filmes do subgênero Western spaghetti. Foi criado pelo diretor Gianfranco Parolini e interpretado oficialmente por Lee Van Cleef. O herói aparece pela primeira vez em Ehi amico... c'è Sabata, hai chiuso! (1969) e, em seguida, È tornato Sabata... hai chiuso un'altra volta (1971).

## Filmes correlatos
Como frequentemente acontecia naqueles anos, outras produções retomaram o nome do personagem para capitalizar o seu sucesso. Foram:
- Arriva Sabata! (1970), de Tulio Demicheli.

- Wanted Sabata (1970), de Roberto Mauri.

- Sei già cadavere amigo... ti cerca Garringo (1971), de Juan Bosch, cujo título original é    Abre tu fosa, amigo... llega Sábata (o nome veio, portanto, mudado na edição italiana).

- Attento gringo... è tornato Sabata! (1972), de Alfonso Balcázar e Pedro Luis Ramírez.

- I due figli di Trinità (1972), de Osvaldo Civirani.

- La ragazza del Golden Saloon (1975), de Gilbert Roussel.

Além desses, alguns filmes que originariamente não traziam o personagem foram modificados em edições no exterior. É o caso de Indio Black, sai che ti dico: Sei un gran figlio di... (1970), também dirigido por Gianfranco Parolini, cujo protagonista foi rebatizado "Sabata" em grande parte do mundo (o título internacional do filme é Adiós, Sabata). Consequentemente, na região 1, foi inserido no DVD box editado pela Metro-Goldwyn-Mayer, intitulado The Sabata Trilogy, junto aos dois oficiais.

## Outros títulos
- Prima ti perdono... poi t'ammazzo (1970), de Juan Bosch. Na França foi intitulado Ni Sabata, ni Trinità, moi c'est Sartana.

- C'è Sartana... vendi la pistola e comprati la bara (1970), de Giuliano Carnimeo. Na Alemanha Oriental foi intitulado Django und Sabata - Wie blutige Geier (nos outros países os dois personagens se chamam Sartana e Sabbath).

- Lo irritarono... e Sartana fece piazza pulita (1970), de Rafael Romero Marchent. Na França se chama Et... Sabata les tua tous (mudando o nome do personagem que na versão original se chama "Santana").

- Quel maledetto giorno della resa dei conti (1970), de Sergio Garrone. Na França renomeado Sabata règle ses comptes (mudando o nome do protagonista).